# Luzula pfaffii
Luzula pfaffii là một loài thực vật có hoa trong họ Juncaceae. Loài này được Murr mô tả khoa học đầu tiên năm 1910.